# Leibniz Online
Leibniz Online ist eine deutschsprachige wissenschaftliche Fachzeitschrift, die von der Leibniz-Sozietät der Wissenschaften zu Berlin herausgegeben wird. Sie wurde im Jahre 2005 begründet und erscheint derzeit viermal jährlich.
Eingehende Manuskripte werden begutachtet. Redakteur (Schriftleiter) ist spätestens seit 2020 Rolf Hecker.
Die Zeitschrift gewährt einen offenen Zugang (Open Access) zu allen Artikeln, die unter einer Creative-Commons-Lizenz zur Verfügung gestellt werden. Die Kosten für die Veröffentlichung werden über die Leibniz-Sozietät durch Mitgliedsbeiträge und Spenden getragen. Das Lizenzierungsmodell entspricht damit dem diamantenen Weg des offenen Zugangs (Diamond Open Access).